# Loven om den relative voksestedskonstans
Loven om den relative voksestedskonstant er en lovmæssighed opdaget af Heinrich Walter, som udtrykte den sådan:
"Når klimaet inden for en plantearts vokseområde eller areal ændrer sig i en bestemt retning, så sker der en flytning af voksested eller et biotopskifte, sådan at klimaændringen bliver ophævet mere eller mindre."